# Dullahan
Les Dullahan (parfois appelés Gan Ceann, « sans tête » en irlandais) du folklore irlandais sont un type de fée solitaire de la cour unseelie. Ils peuvent retirer leur tête à leur guise qu’ils placent sous leur bras ou s’en servent pour jouer des jeux de balles macabres. Ils sont d’habitude sur un cheval noir dont la tête, qui possède des yeux rouges et des narines lançant du feu, distance le reste du corps de 6 yards (5,4864 mètres). Les yeux du Dullahan sont massifs et dardent de tous bords comme des mouches, tandis que la bouche affiche constamment un affreux sourire qui touche les deux côtés du visage. On dit que la chair de la tête a la couleur et la consistance de fromage moisi. Le fouet des Dullahan est en fait la colonne vertébrale d’un cadavre humain et ils utilisent parfois leur propre tête comme une lanterne pour éclairer leur chemin. Quand un Dullahan arrête son cheval, c’est le moment où quelqu’un doit mourir. Sauf lorsqu'il voit de l'or ; même une petite pièce l'effraye.
Toutes les serrures et les portes s’ouvrent d’elles-mêmes à leur approche. De plus, ils n’apprécient guère d'être observés lors de leurs commissions : ceux qui osent le faire se font asperger par un bol de sang (souvent le signe qu’ils seront parmi les prochains à mourir), ou même reçoivent des coups de fouet dans les yeux. Le mythe pourrait avoir inspiré le cavalier sans tête dans la Légende du cavalier sans tête.
Une histoire médiévale intitulée Sire Gauvain et le Chevalier vert renferme aussi des similitudes avec la légende des Dullahan. Dans celle-ci, le Chevalier Vert est déterminé à prendre la vie de Sire Gauvain avant de se faire couper la tête par celui-ci. Cette histoire prend ses origines dans le Fled Bricrenn mettant en vedette le guerrier irlandais Cú Chulainn dans le rôle qui sera plus tard joué par Sire Gauvain.
Les Dullahan sont dépeints dans le genre fantastique et les jeux vidéo comme des chevaliers décapités portant leur tête coupée sous un bras alors qu’ils attaquent violemment ceux qui s’introduisent dans l’endroit qu’ils hantent. Ils possèdent également un certain potentiel magique dans leurs corps, leur donnant des épées magiques ou encore la capacité de cracher du feu de leur tête coupée. Par ailleurs, les Dullahan peuvent être des armures animées ; au lieu d’une tête sous leur bras, ils tiennent un bouclier avec un visage animé qui souffle du feu.

## Dans l'art et la fiction
Dans l’œuvre Durarara!! de Ryohgo Narita et Suzuhito Yasuda, Celty Sturluson est une Dullahan à la recherche de sa tête, qui lui a été volée. Elle a le pouvoir de contrôler les ombres, et de les rendre tangibles, ce dont elle se sert pour faire ses vêtements, et sa faux. Elle possède un cheval, qui prit la forme d'une moto noire, afin de le rendre plus moderne et réaliste dans les rues de Tokyo.
Dans l'œuvre Monster Musume no Iru Nichijou du mangaka Okayado, l'un des personnages se présente elle-même comme une Dullahan, bien que le fait de pouvoir détacher sa tête est utilisé dans un cadre comique. Par exemple, pour boire du thé, elle pose sa tête sur la table pour verser le thé directement dans son œsophage.
Dans l'œuvre Demi-chan wa Kataritai du mangaka Petos, l'un des personnages Kyōko Machi est une Dullahan. Une Dullahan timide dont la tête et le corps sont séparés. Il sort une flamme bleue là où elle devrait avoir son cou; cette flamme ne brûle pas et il est désagréable pour elle qu'on la touche. Depuis qu'elle ne peut pas déplacer sa tête elle-même, elle a un désir de contact avec les autres. Elle développe des sentiments amoureux pour Tetsuo, à cause de sa nature gentille et soigneuse. En réalité, son cou se trouve dans une autre dimension et sert de trou de ver entre elle et son corps.
Les Dullahans sont des démons inférieurs présents dans Devil May Cry 3. Ils y apparaissent sous la forme d'armures volantes pourvues de boucliers à lames rotatives (agissant comme une scie circulaire) avec un visage au centre et d'une épée. Ils sont virtuellement indestructibles à moins de parvenir à les attaquer dans le dos.
Dans le manga Shangri-La Frontier, un monstre rare présent dans la zone "Gorges des Âmes d'Antan" se nomme Général Dullahan, un cavalier en armure sans tête, montant un cheval également sans tête, et nimbé de flammes sombres. Vaincu par le personnage Sunraku, il octroie l'épée "Coupe-tête du Général Dullahan".
Dans le manga Konosuba : Sois béni monde merveilleux !, un dullahan, général de l'armée du Roi démon apparaît dans les premiers épisodes.
Dans le jeu vidéo Disgaea Hour of Darkness, le troisième rang de la classe de monstre Chevalier Noir se nomme Dullahan, et est représenté par une armure vivante sans tête, cette dernière étant remplacée par une flamme,.